# Ropolonellidae
De Ropolonellidae zijn een familie van uitgestorven kreeftachtigen uit de klasse van de Ostracoda (mosselkreeftjes).

## Geslachten
- Neoeuglyphella Dewey & Puckett, 1991 †
- Plagionephrodes Morey, 1935 †
- Ropolonellus Van Pelt, 1933 †